# 新加坡共和国空军
新加坡空軍，全名「新加坡共和国空军」，簡稱，是新加坡共和國的空軍，亦是新加坡武裝部隊的一部分。其前身為成立於1968年的「新加坡防空指揮部」（英語：Singapore Air Defense Command）或，後於1975年改為現名。

## 历史

### 第一代空军（1968年至1984年）
1968年，英国宣布将在1971年3月之前将其军队撤出新加坡。鉴于此，新加坡必须组建一支空军部队，尽快接任英国皇家遠東空军（RAF Far East）所负责的防空工作。由于空中作战需要高级专业人才的辅助，而高级专业人才在新加坡难以寻找，新加坡当时没有地方援军队或志愿空军队。当时最迫切的需要是，成立由专业飞行员、管制员、技术员和飞行器操作员组成的部队，这支部队随后成立了新加坡防空指挥部（SADC）。
新加坡防空指挥部成立于1968年9月1日，由国防部的参谋部管理，主要为新加坡提供防空支援。1969年8月，新加坡防空指挥部开办了一所飞行训练学院，为飞行员提供专业培训，这所飞行训练学院由国防部前任部长林金山宣布落成。新加坡空军的第一批飞行员在此学院受训，并于1970年11月毕业。
新加坡防空指挥部采购了许多飞行器，其中包括云雀III型直升机、厄利孔GDF、血梗犬防空飞弹以及霍克猎人（新加坡空军第一架战斗机）。1975年，新加坡防空指挥部正式改名为新加坡共和国空军（RSAF），以加快空中力量的发展步伐。在接下来的10年里，新加坡空军开启了现代化进程，并采用了更为先进的装备系统。新加坡空军在1979年采购了F-5战斗机。为了提高空军人员的战斗能力和技术水平，新加坡空军开始与印尼空军和美国空军进行联合作战训练。
新加坡空军除满足国家的防空需求外，也定期派遣部队参与维和行动，其中包括1971年关丹水灾援助行动以及1983年缆车意外救援工作。

### 第二代空军（1985年至2005年）
1985年至2005年，新加坡空军参与了更多的海外演习，其中包括“天虎演习”（Exercise Cope Tiger）和“黑暗行动军演”（Exercise Pitch Black）。这些演习有助于新加坡与其他国家建立良好的外交关系，新加坡空军也可以从演习中提高战斗能力。另外，新加坡空军不断地发展其航空兵力、购入先进的飞行器，从而提升了捍卫领空安全的能力。与此同时，新加坡空军参与维和行动和人道援助的频率也大幅增加。
1986年3月，新世界酒店倒塌事件发生后，新加坡空军派遣三架直升机协助搜救。两架UH-1H直升机已准备就绪，随时将伤者疏散至新加坡综合医院。救援队在为期五天的救援行动中成功救出17人。
1987年4月，为解决训练空域匮乏的问题，新加坡空军成立了一所飞行模拟机训练中心，为驾驶A-4攻击机和F-5战斗机的飞行员提供较高级的电脑化模拟训练。飞行模拟机在新加坡空军的发展历程中扮演着重要的角色，因为它既能节约航空燃油，降低操作成本，又能测试飞行员的判断能力、技术水平和状态意识。
1993年9月，新加坡空军拟定了“九大核心价值观”（9 Core Values），并开始秉持零事故理念。由于航空事故已越发频繁，新加坡空军意识到了航空安全的重要性。新加坡空军坚信只要人员遵守作业程序，零事故的目标并非不可能实现。
截至1990年代，由于新加坡武装部队的责任范围大幅扩大，新加坡空军在1996年6月采购了具备强大空运能力的CH-47直升机，以提升其搜救能力和整体防空能力。新加坡空军随后于1997年9月采购了KC-135R空中加油机。KC-135R加油机既能通过运送人员和物资来支援作战，也有助于飞行员进行长途飞行和空中加油，因此在海外演习中扮演关键角色。此飞行器安置于樟宜空军基地，由第112中队操作驾驶。
2004年12月，印度洋大地震发生后，新加坡武装部队随即开启了搜救行动，前往棉兰、普吉岛、斯里兰卡、马尔代夫等地区为灾民提供援助。新加坡空军派遣了1500名人员、8架CH-47直升机、4架超级美洲狮直升机、6架C-130运输机及2架福克50前去协助救援。巴耶利峇空军基地当时被用作救援行动的中转站。

### 第三代空军（2006年至今）
为了对抗非传统安全威胁、提升整体防空能力、以及满足日益增长的组织需求，新加坡空军实施了多项组织改革和转型。2007年1月，新加坡空军对其组织结构进行调整，并组建了5个作战指挥部及1个训练指挥部。
2007年3月，新加坡空军采购了湾流G550预警机来取代E-2空中预警机。此飞行器安置于登加空军基地，由第111中队操作驾驶。湾流G550的检测范围极为广大，有助于新加坡空军检测和应对空中威胁。新加坡空军随后在2007年5月采购了Hermes 450侦察机，以便更有效地应对现代战争所带来的挑战。
2007年4月，新加坡空军推行了网络化防空框架（Networked Air Defence），并将新的网络技术融入其防空系统。
2009年4月，新加坡武装部队首次派遣一支由陆海空三军组成的任务团队前往亚丁湾进行反海盗演练。该演练的主要目的包括遏制海盗活动、加强海事安全、以及维护航行自由。
2010年4月，新加坡空军采购了F-15SG战斗机（F-15E战斗机的衍生机型），成为持有F-15及F-16战斗机的少数空军部队之一。F-15SG战斗机具有巨大的改良潜力，也具有先进的飞行控制系统。此飞行器安置于巴耶利峇空军基地，由第149中队操作驾驶。
2014年3月8日，由吉隆坡前往北京的马航370号班机从雷达屏幕上消失后，新加坡武装部队派遣海军及空军部队协助搜索，包括C-130运输机和福克50海上巡逻机。
2015年8月，为纪念新加坡独立50周年，国庆典礼再次于政府大厦大草场举行。新加坡空军在庆典上展示了50架飞机，这是有史以来规模最大的空军部队游行。20架F-16战斗机也首次呈献“50”队形飞行表演向国家致敬。
2018年，新加坡空军以“保家至上·展翅翱翔”（Our Home，Above All）为主题欢庆成立50周年，并举办了为期八个月的欢庆活动，活动项目包括装备展览、空中飞行表演、以及于9月举行的庆典检阅礼。新加坡空军在活动中展示了不同飞行器和装备，让公众深入了解空军部队的防空系统和各个装备的特征。
2018年9月1日，新加坡空军在登加空军基地举行了50周年庆典检阅礼，并在检阅礼上展示了新引进的空中客车A330。李显龙总理以主宾身份出席检阅礼，并在检阅礼上表示，部队除了透过海外演习加强作战能力，也定期更新原有装备系统。
2019年3月，新加坡国防部长黄永宏宣布将订购4架F-35战斗机进行初步测试和评估，并在评估完成后多采购8架F-35战斗机。2020年2月，美国政府同意向新加坡空军出售12架F-35战斗机。美国主管政治军事事务的助理国务卿雷内·克拉克·库珀（Rene Clarke Coope）向海峡时报表示，新加坡空军购买F-35战斗机是维持新美关系的一个重要环节，这次采购有助于新加坡捍卫主权、维持区域和平与安全。
2020年1月，新加坡空军派遣两架契努克直升机和42名人员前往澳大利亚协助野火救援行动。国防部长黄永宏在脸书上发文表示，直升机已由奥克利出发到澳大利亚皇家空军的基地。新加坡空军与澳洲国防军合作，协助扑灭野火，为灾民提供救灾物资，并且疏散受影响的居民。
2020年2月，新加坡空军首次与中国人民解放军空军八一飞行表演队在航空展上呈献飞行表演。新加坡空军派出一架F-15SG战斗机与AH-64D型直升机参与表演，并在飞行表演中展示15组花式飞行动作。中国人民解放军空军八一飞行表演队则是首次参与航空展。为了庆祝新中建交30周年，中国空军派出七架歼-10战斗机和100多名人员参与表演。
2021年4月，新加坡空军的空中客车A330 MRTT正式获得全面作战资格。国防部长黄永宏指出，这是一个重要的里程碑，空军无需中途停留即可直接飞往海外支队的所在地。

## 组织
新加坡共和国空军部队由空军总长与空军总指挥官领导，现任空军总长为范瑞祥准将。空军总长负责新加坡空军的全部行动和管理。新加坡空军由六个指挥部组成，分别为空战指挥部（ACC）、空防作战指挥部（ADOC）、空军运作指挥部（APGC）、参与作战指挥部（PC）、无人驾驶遥控侦察机指挥部（UC）以及空军训练指挥部（AFTC）。

### 空战指挥部（ACC）
空战指挥部（英語：Air Combat Command，缩写为ACC）主要负责策划、管制及执行空中作战。该指挥部培训战斗机作战群和运输作战群，通过空战演习提高战斗机作战群和运输作战群的团队合作能力，以提升指挥部的整体战斗能力。
空战指挥部由合成系统开发组、作战行动开发组、战斗机作战群和运输作战群组成，其格言为“Poised and Deadly”（从容不迫，锐不可当）。

### 空军运作指挥部（APGC）
空军运作指挥部（英語：Air Power Generation Command，缩写为APGC）维持空军基地的正常运作，提高各个基地的运转作战效率，以满足新加坡武装部队的作战需求。其格言为“Generate And Sustain”（创造维持）。

### 空防作战指挥部（ADOC）
空防作战指挥部（英語：Air Defence & Operations Command，缩写为ADOC）捍卫国家空防安全，策划并执行维和行动。该指挥部确保空军部队随时做好充分的应战准备，以便战争发生时能从容应对。其格言为“Vigilant And Ready”（警惕防卫，准备应战）。

### 无人驾驶遥控侦察机指挥部（UAV）
无人驾驶遥控侦察机指挥部（英語：Unmanned Aerial Vehicle Command，缩写为UAV）专门为新加坡武装部队开发无人机系统，包括其技术及能力发展，并确保无人机安全部署。该指挥部为武装部队提供有关无人机操作准则及安全事项的专业指导，其格言为“Persistent and Precise”（坚韧不拔，精密准确）。

### 参与作战指挥部（PC）
参与作战指挥部（英語：Participation Command，缩写为PC）负责监督和培训参与作战的各个空军单位，例如直升机及分部防空单位，以便在海空及陆空联合作战中实现更高水平的一体化。该指挥部与陆军和海军单位密切合作，集中空中力量支援陆军及海军作战。
参与作战指挥部由直升机组、分部防控组和战术空中支援组组成，其格言为“Integrate and Dominate”（整合支配）。

### 空军训练指挥部（AFTC）
空军训练指挥部（英語：Air Force Training Command，缩写为AFTC）负责培育新成员如飞行员与地勤人员，其格言为“Excellence”（卓越）。

## 基地
新加坡空军共有四个空军基地，分布于樟宜、巴耶利峇、三巴旺和登加。樟宜空军基地分为西部和东部两个地区。
樟宜空軍基地（西）
- 121中隊 10架福克50（運輸），8架福克50 ME2（海上巡邏）

樟宜空軍基地（東）
- 112中隊 5架空中客车 A330 MRTT（空中加油/空运）

巴耶利峇空軍基地
- 122中隊 10架C-130H（運輸），5架KC-130（运输/空中加油）
- 142中隊 20架F-15SG（戰機）
- 149中隊 20架F-15SG（戰機）

三巴旺空軍基地
- 120中隊 20架 AH-64D型長弓阿帕奇（攻擊直升機）
- 123中隊 8架 S-70B（反潜作战）
- 124中隊 5架 EC120 Colibri（訓練機）
- 125中隊 32架 AS332M超級美洲豹（運輸/特戰）
- 126中隊 20架 AS332M1美洲豹（運輸/特戰）
- 127中隊 6架 CH-47D，12架 CH-47SD（运输/搜救）

登加空軍基地
- 111中隊 10架G-550（預警機）
- 116中隊 HERMES 450 (偵察機)
- 140中隊 9架F-16C（攔截機），6架F-16D
- 143中隊 5架F-16C（攔截機），8架F-16D
- 145中隊 20架F-16D（戰機）
- 黑骑士飞行队 - 新加坡空軍的飛行表演隊

慕萊軍營
- 119中隊 IAI Heron（偵察機）
- 128中隊 IAI 搜索者（偵察機）

## 裝備

### 飞行器
| 飞行器                    | 原产地 | 类型               | 机型          | 现役数量 | 注释                     |        |
| 战斗机                    | 战斗机 | 战斗机             | 战斗机        | 战斗机   | 战斗机                   | 战斗机 |
| ------------------------- | ------ | ------------------ | ------------- | -------- | ------------------------ | ------ |
| F-15E                     | 美国   | 多用途战斗         | F-15SG        | 40       | 2009年购入               |        |
| F-16战隼战斗机            | 美国   | 多用途战斗         | F-16 C/D      | 60       | 將被F-35閃電II戰鬥機取代 |        |
| F-35閃電II戰鬥機          | 美国   | 多用途战斗         | F-35A         | 0        | 預計2026年開始接收       |        |
| F-35閃電II戰鬥機          | 美国   | 多用途战斗         | F-35B         | 0        | 將於2030年前交付         |        |
| 任务飞机                  |        |                    |               |          |                          |        |
| W-2085空中预警机          | 以色列 | 空中预警及管制     | EL／W-2085    | 4        |                          |        |
| E-2空中预警机             | 美国   | 空中预警及管制     | E-2C          | 4        | 已除役                   |        |
| 福克50                    | 美国   | 海上巡逻           | F50 ME2       | 8        |                          |        |
| 空中加油                  |        |                    |               |          |                          |        |
| KC-130大力神              | 美国   | 空中加油 / 运输    | KC-130B/H     | 5        |                          |        |
| 空中客车A330 MRTT         | 法国   | 空中加油 / 运输    | KC-30A        | 6        |                          |        |
| 运输机                    |        |                    |               |          |                          |        |
| 福克50                    | 荷兰   | 运输               | F27 Mark 0502 | 10       |                          |        |
| C-130运输机               | 美国   | 运输               | C-130H        | 7        |                          |        |
| 直升机                    |        |                    |               |          |                          |        |
| AH-64阿帕契直升机         | 美国   | 攻击               | AH-64D        | 17       |                          |        |
| CH-47 契努克              | 美国   | 运输 / 搜救        | CH-47SD/D/F   | 15       | 10架订购中               |        |
| SH-60海鹰直升机           | 美国   | 反潛 / 攻擊 / 搜救 | S-70B         | 8        |                          |        |
| 欧直EC725直升机           | 法国   | 运输               |               | 0        | 16架订购中               |        |
| 欧直AS332超级美洲狮直升机 | 法国   | 运输 / 特战        |               | 32       |                          |        |
| 欧直AS532美洲狮直升机     | 法国   | 运输 / 特战        |               | 14       |                          |        |
| 训练机                    |        |                    |               |          |                          |        |
| M-346高级教练机           | 意大利 | 训练               |               | 12       |                          |        |
| Pilatus PC-21基础教练机   | 瑞士   | 训练               |               | 19       |                          |        |
| EC-120教练直升机          | 法国   | 训练               |               | 5        |                          |        |
| 无人机                    |        |                    |               |          |                          |        |
| Elbit Hermes 450 侦察机   | 以色列 | 侦察               |               | 5        |                          |        |
| IAI苍鹭无人侦察机         | 以色列 | 侦察               |               | 2        |                          |        |
| IAI搜索者侦察机           | 以色列 | 侦察               |               | 40       |                          |        |

### 防空系統
| 防空系统                 | 原产地        | 类型           | 现役数量   | 注释         |            |            |
| 地对空导弹               | 地对空导弹    | 地对空导弹     | 地对空导弹 | 地对空导弹   | 地对空导弹 | 地对空导弹 |
| ------------------------ | ------------- | -------------- | ---------- | ------------ | ---------- | ---------- |
| 紫菀 30                  | 意大利 / 法国 | 地对空导弹系统 | 12         | 600个导弹    |            |            |
| MIM-23鷹式飛彈           | 美国          | 地对空导弹系统 | 4          | 由紫菀30取代 |            |            |
| 西北風便攜式防空飛彈     | 法国          | 便携式防空导弹 | 600        |              |            |            |
| Mechanised Igla 防空系统 | 法国          | 地对空导弹系统 | 300        |              |            |            |
| 拉斐尔SPYDER-SR 防空系统 | 以色列        | 地对空导弹系统 | 12         |              |            |            |
| 防空火炮                 |               |                |            |              |            |            |
| RBS 70                   | 瑞典          | 便携式防空导弹 | 500        |              |            |            |
| 9K38 Igla                | 苏联          | 便携式防空导弹 | 640        |              |            |            |
| 厄利孔GDF                | 瑞士          | 拖拽式防空机炮 | 34         |              |            |            |

## 過往標誌
| - 1968–1973 - 1973–1990 | - 1968–1973 - 1973–1990 |

## 图片集

### 飞行器

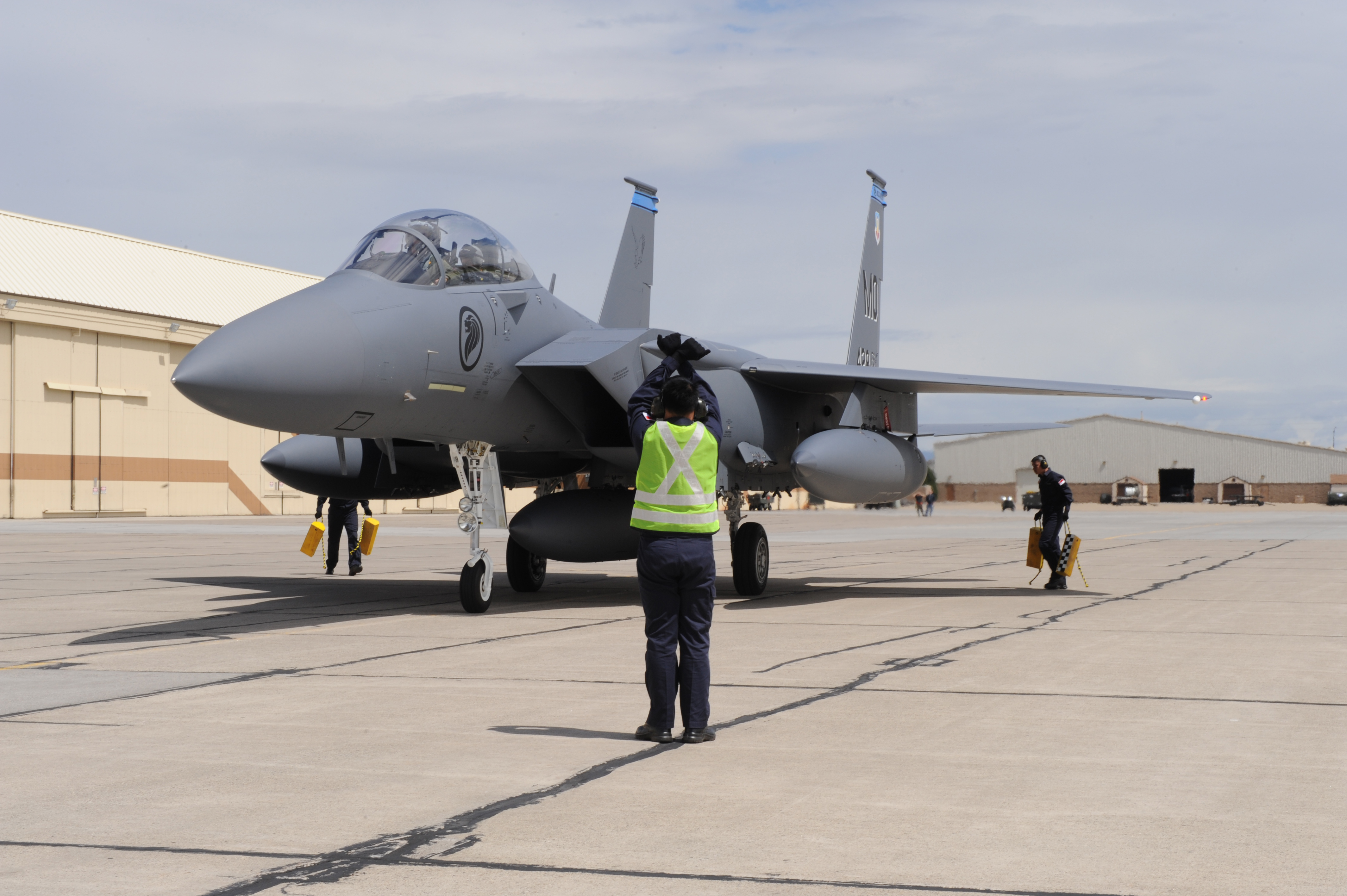
F-15SG多用途戰鬥機為新加坡空軍目前的主力戰機
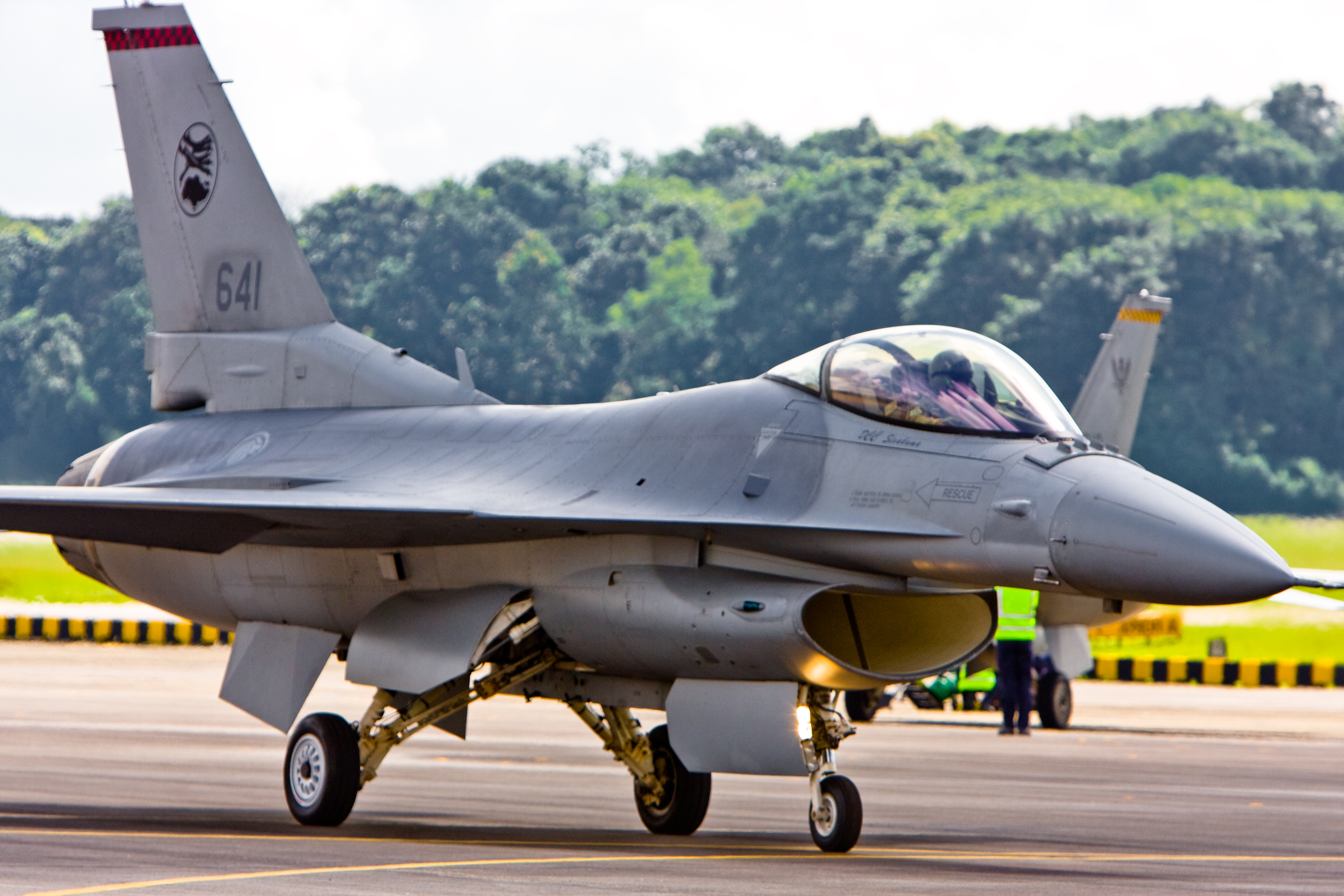
新加坡一架F-16C多用途戰鬥機
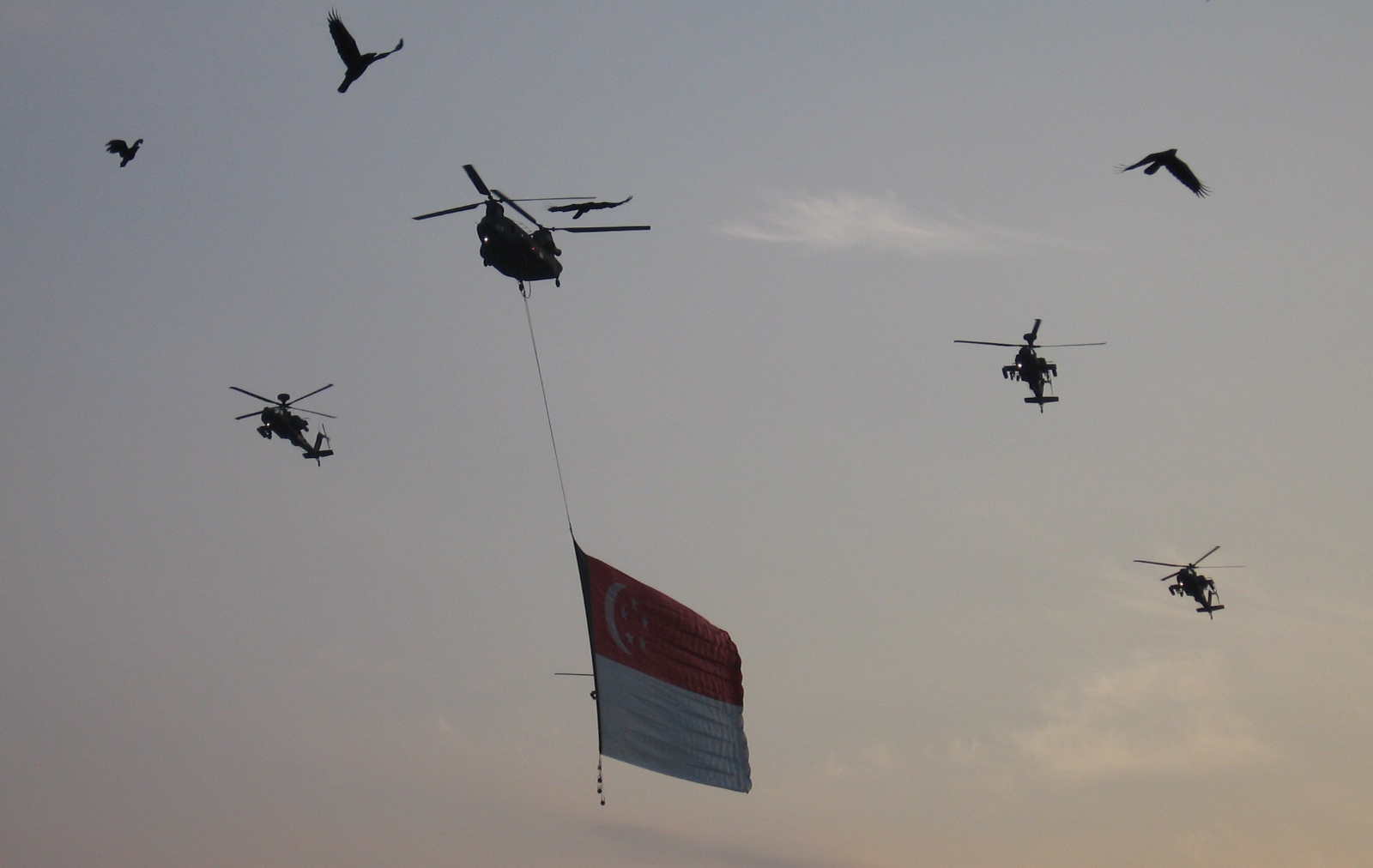
新加坡空軍的阿帕契和契努克直升機於國慶日列隊
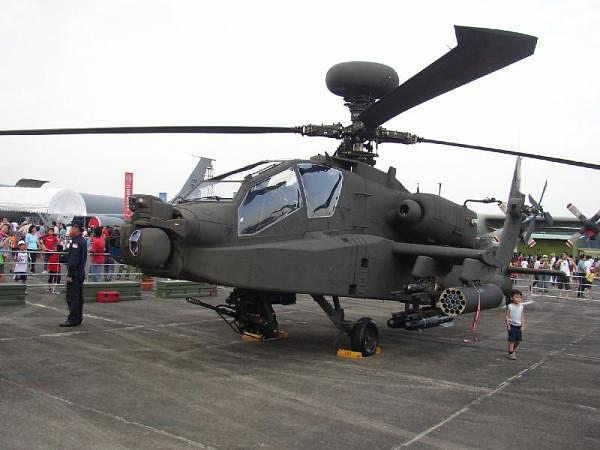
新加坡空軍的AH-64D 型長弓阿帕奇直升機
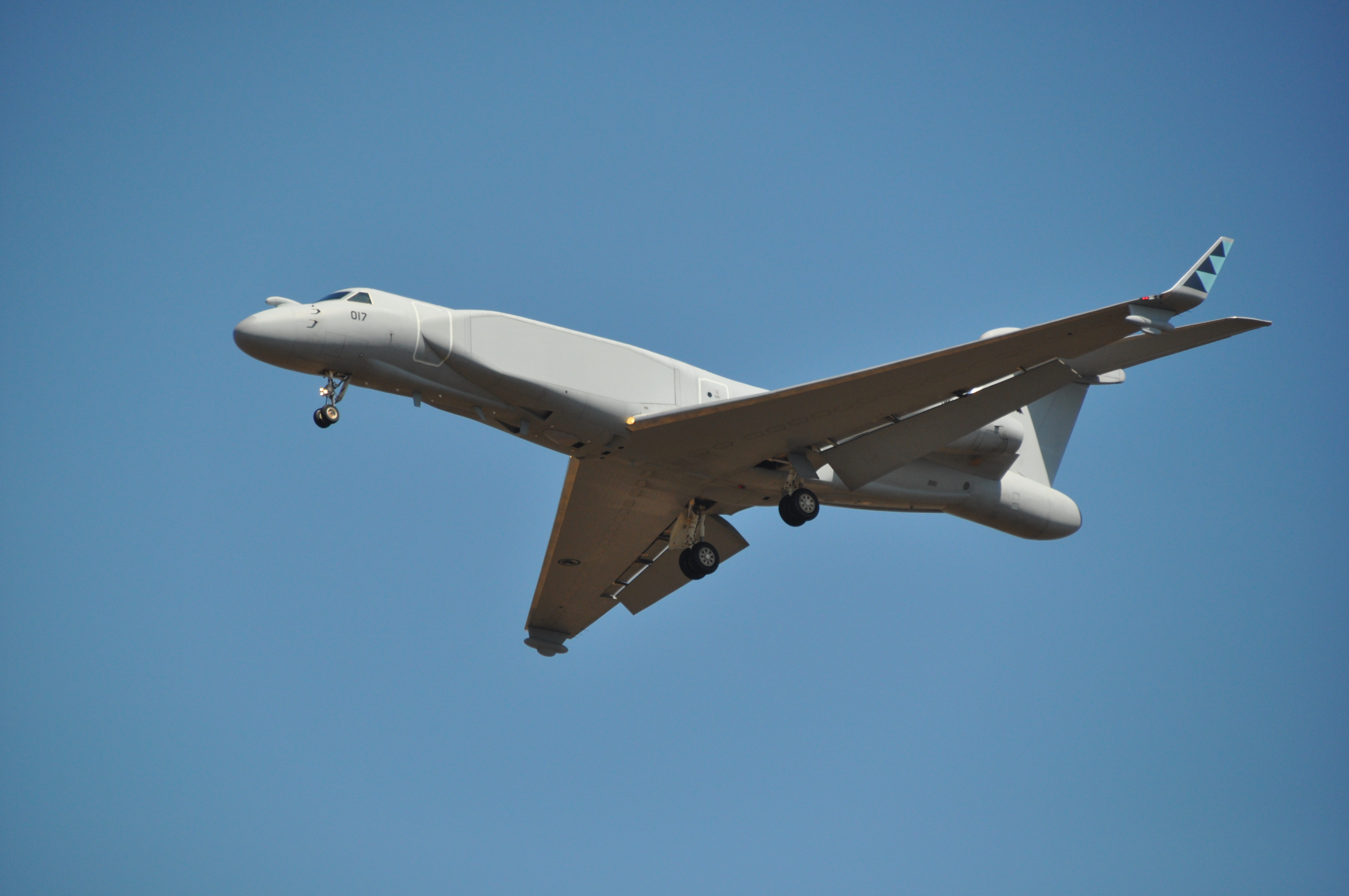
G550 CAEW 預警機
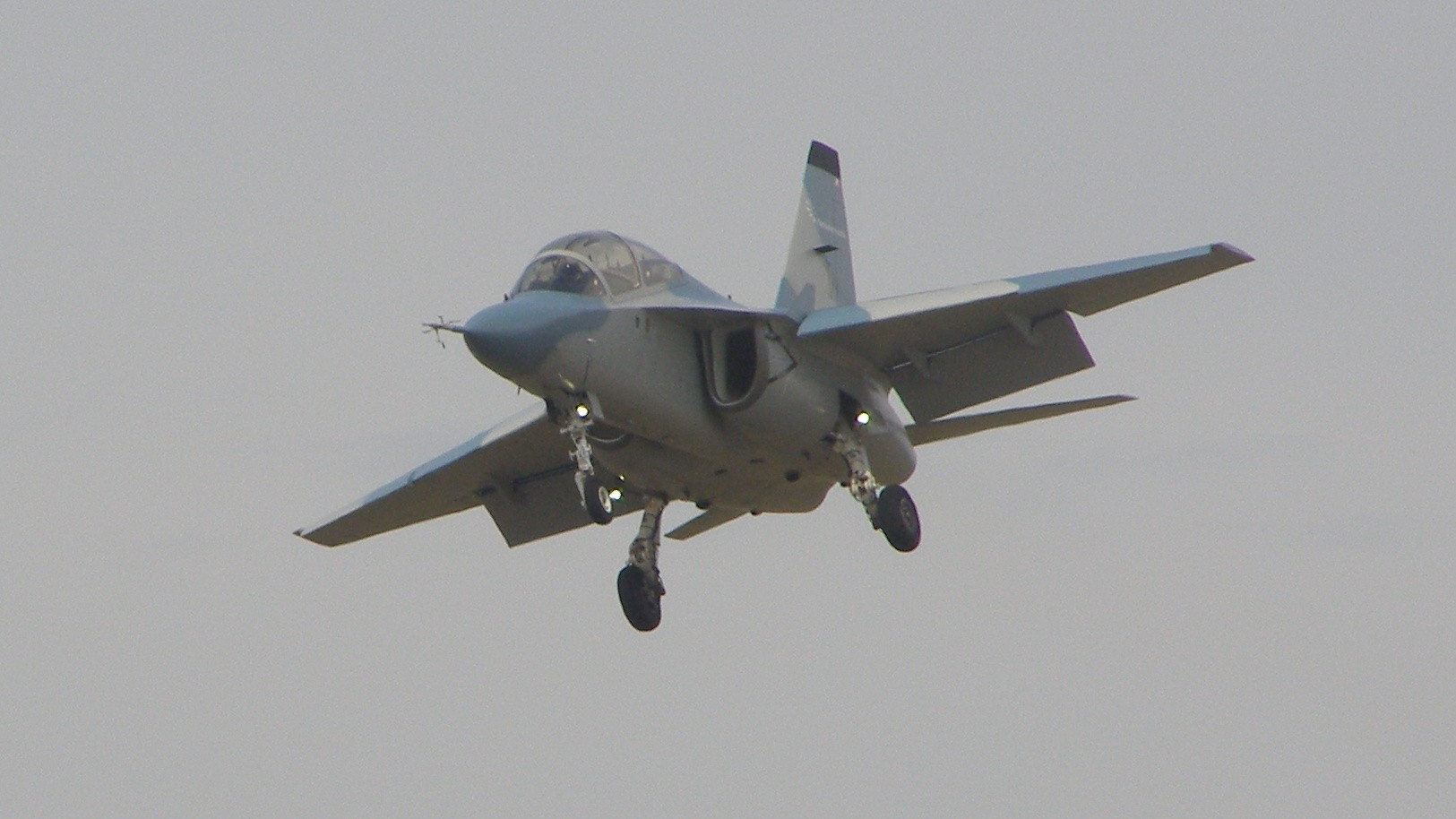
M-346 MASTER 高級教練機
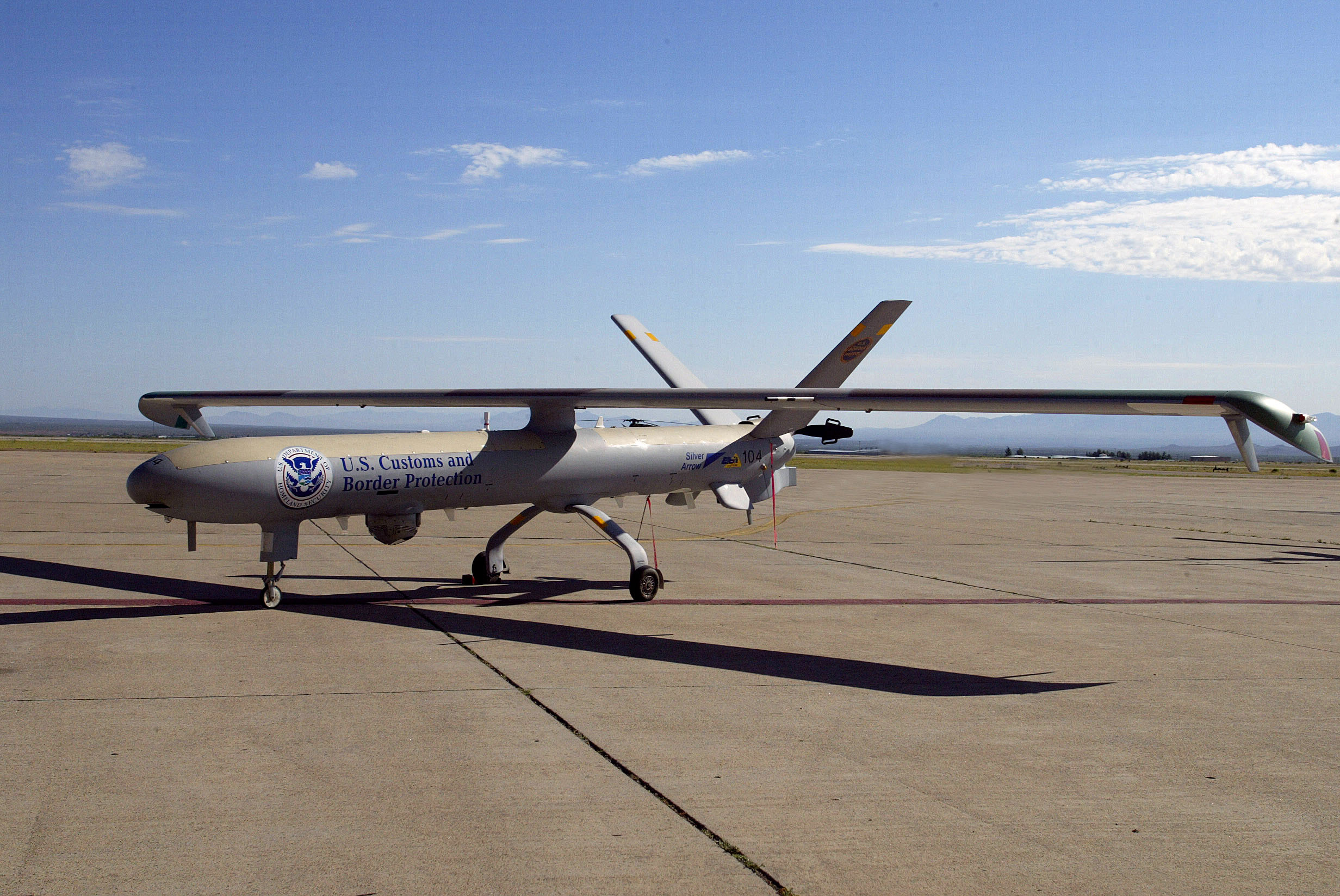
Elbit Hermes 450 偵察機
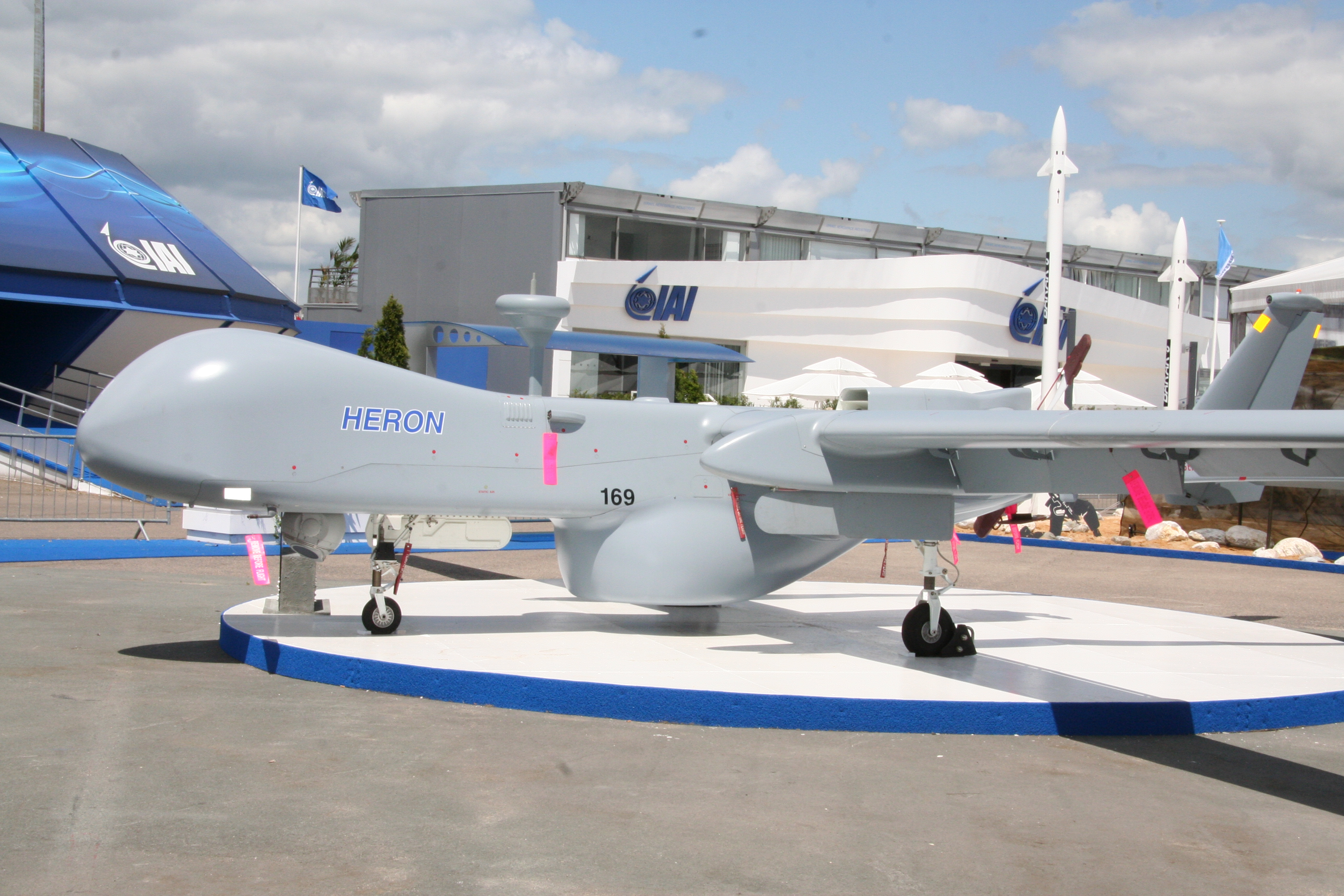
IAI Heron 偵察機

### 防空系统

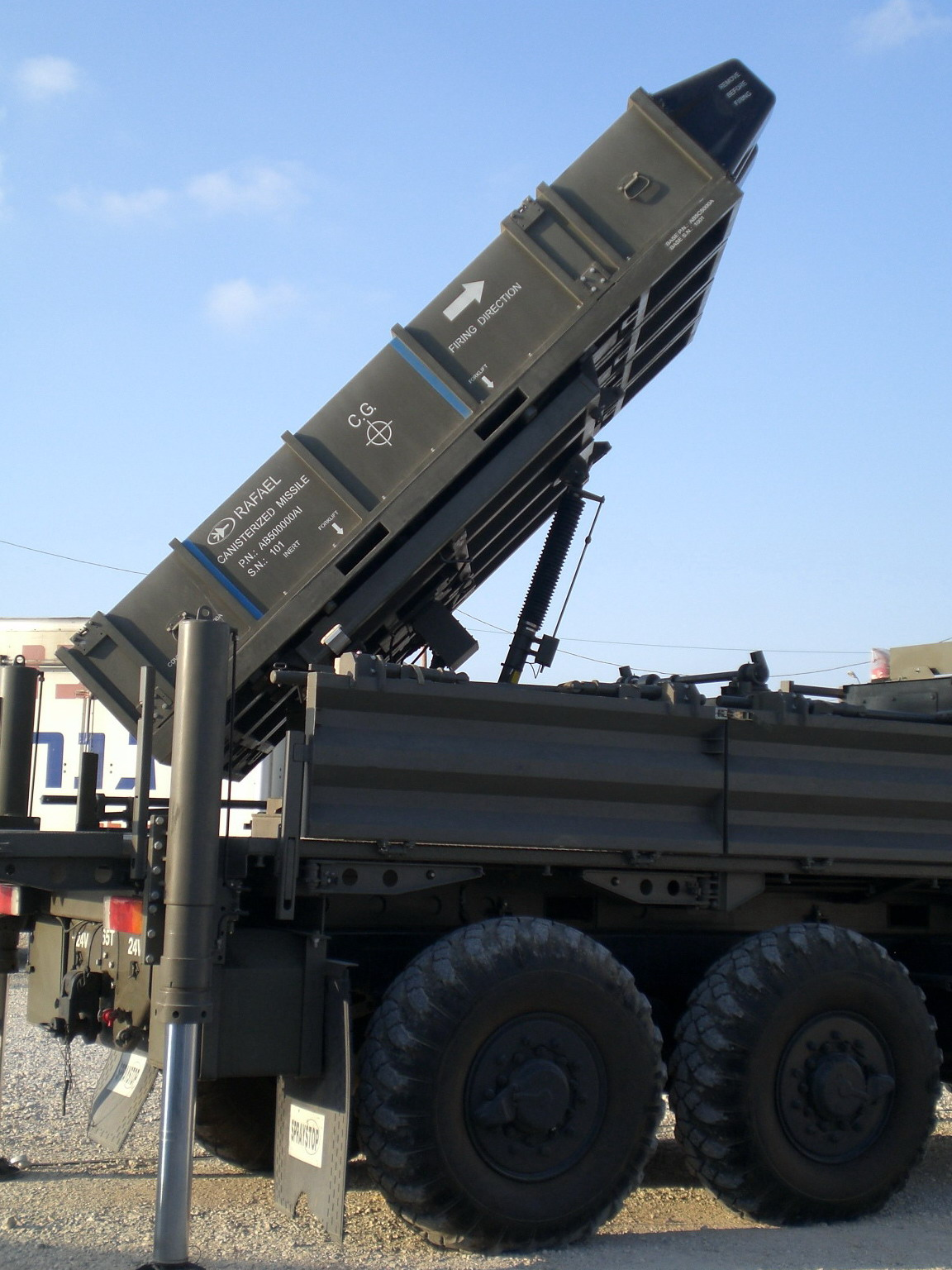
拉斐尔SPYDER防空系統
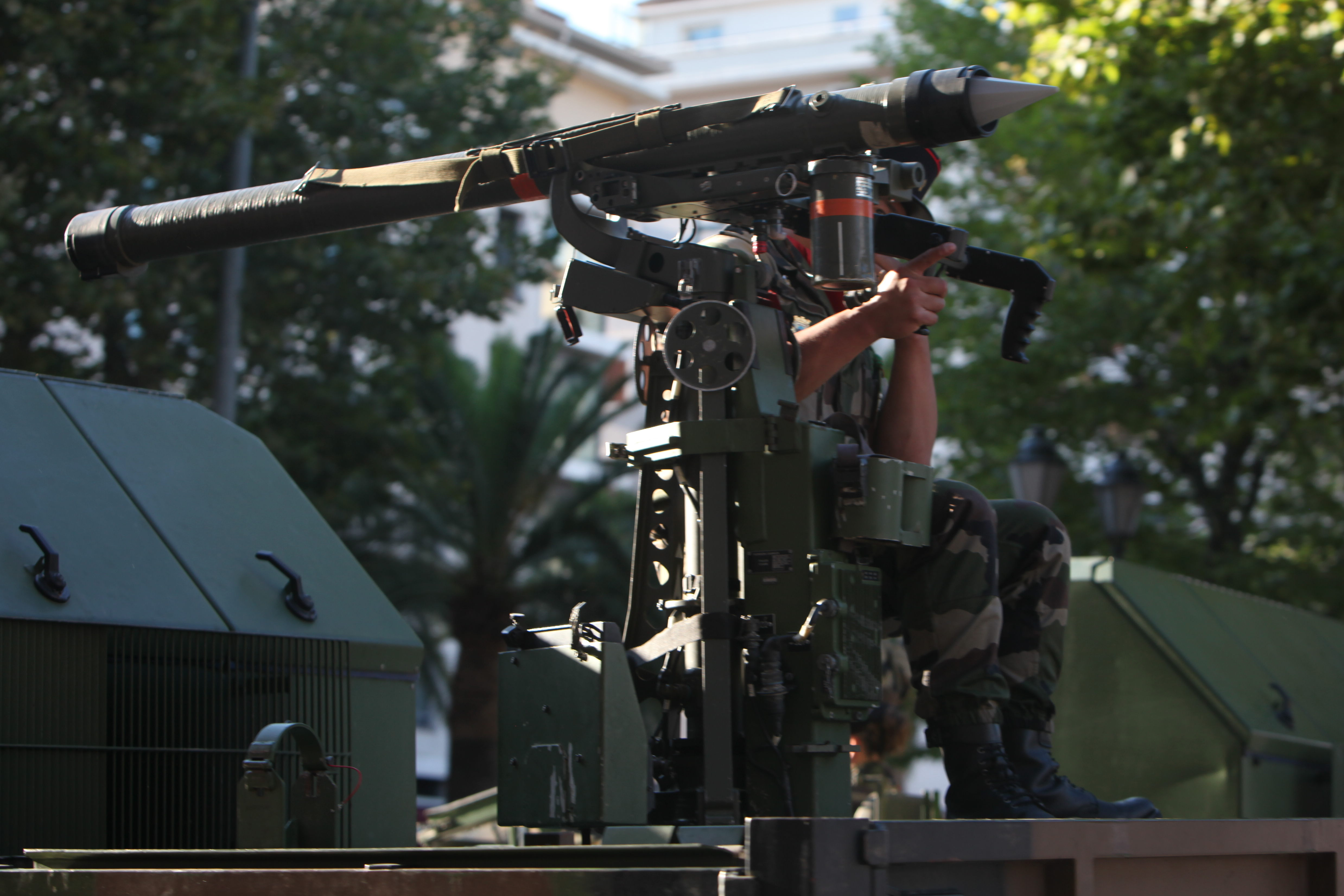
西北風便攜式防空飛彈
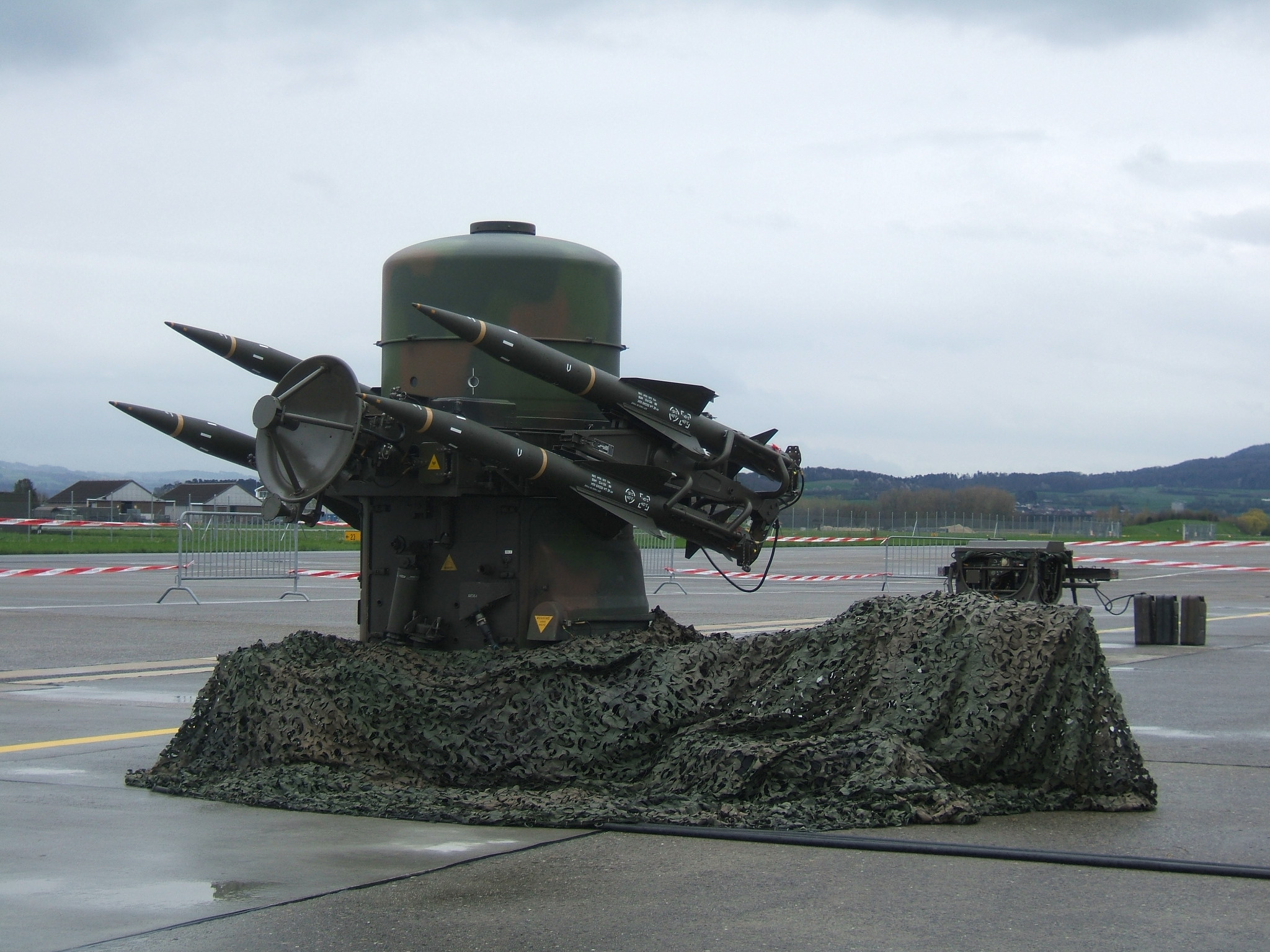
長劍導彈
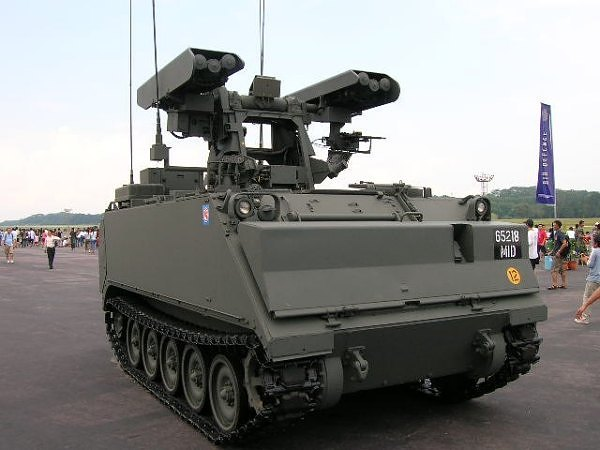
Mechanised Igla 防空系統